# Journal of Bioenergetics and Biomembranes
Journal of Bioenergetics and Biomembranes is een internationaal, aan collegiale toetsing onderworpen wetenschappelijk tijdschrift op het gebied van de biofysica en de celbiologie. De naam wordt in literatuurverwijzingen meestal afgekort tot J. Bioenerg. Biomembr. Het wordt uitgegeven door Springer Science+Business Media en verschijnt tweemaandelijks. Het eerste nummer verscheen in 1976.